# Lipka (powiat kępiński)
Lipka – osada w Polsce, w województwie wielkopolskim, w powiecie kępińskim, w gminie Baranów.
Do 31 grudnia 2023 miejscowość była częścią wsi Grębanin.